# Памятник пензенским милиционерам
Памятник пензенским милиционерам (Памятник Милиционеру, Памятник Участковому) — памятник в г. Пензе. Первый памятник в России, увековечивший участкового милиционера. В 2007-2016 годах единственный в России памятник участковому.
Открыт в День милиции — 10 ноября 2007 года. В открытии памятника принимали участие главком внутренних войск МВД России генерал армии Николай Рогожкин, губернатор Пензенской области Василий Бочкарёв и начальник Управления внутренних дел по Пензенской области Александр Гуляков.
Памятник представляет собой бронзовую статую советского участкового милиционера в служебной форме послевоенного образца.
Позади памятника, на полукруглом гранитном постаменте, выбита надпись:

ПЕНЗЕНСКИМ МИЛИЦИОНЕРАМ — ЗАЩИТНИКАМ ЗАКОНА И ПРАВОПОРЯДКА

У памятника проходят построения милицейских подразделений, церемонии награждения сотрудников органов внутренних дел Пензенской области, принимают присягу милиционеры.
Прототипом увековеченного милиционера стал известный пензенский участковый 1950—1960-х годов, капитан милиции Григорий Александрович Шелков (1916—1992).
Памятник установлен на улице Некрасова рядом со зданием Управления Росгвардии по Пензенской области и вблизи зданий Управления МВД России по Пензенской области, Управления ГИБДД УМВД России по Пензенской области и отдела полиции № 1 Управления МВД России по городу Пензе.
Авторы памятника: скульптор — Александр Саркисович Хачатурян, народный художник Калмыкии;
архитектор — Дмитрий Николаевич Димаков.